# CV-14
La CV-14 comunica la N-232, al seu pas per Morella amb Sorita i la província de Terol.

## Nomenclatura

Indicador

La carretera CV-14 pertany a la xarxa de carreteres de la Generalitat Valenciana. El seu nom està format per: CV, que indica que és una carretera autonòmica del País Valencià; i el 14 és el nombre que rep segons l'ordre de nomenclatures de les carreteres del País Valencià.

## Història

### Traçat actual
La CV-14 comença en un canvi de sentit en l'entrada de la N-232 a Morella. Traça el seu recorregut cap a l'oest, tendint a anar canviant cap al nord, direcció Sorita. Fins a aquesta població, el límit de velocitat és de 80 km/h. La carretera finalitza en el L.P. de Terol, quan passa a tenir nomenclatura d'Aragó. Fins ara, el canvi de carretera en el límit era per a pitjor, però recentment han remodelat aquesta carretera, arribant a ser fins i tot més còmoda, ja que posseïx vorals més amples.

### Futur de la CV-14
No hi ha projectes a la vista.

## Recorregut
- Inici al barri d'Hostal Nou Morella
- Desviament a Cinctorres (esquerra)
- Desviament a Forcall-Todolella (esquerra)
- Desviament a Villores (esquerra)
- Desviament a Ortells (dreta)
- Desviament a Palanques (esquerra)
- Sorita
- Final al límit provincial amb Terol